# Krasimir Gutew
Krasimir Gutew (bułg. Красимир Гутев, ur. 14 lipca 1954) – bułgarski lekkoatleta, sprinter.
Odpadł w eliminacjach biegu na 60 metrów na halowych mistrzostwach Europy w 1973 w Rotterdamie oraz w eliminacjach biegu na 200 metrów na mistrzostwach Europy juniorów w 1973 w Duisburgu.
Zdobył brązowy medal w sztafecie 4 × 2 okrążenia (która biegła w składzie: Gutew, Narcis Popow, Jordan Jordanow i Janko Bratanow) na halowych mistrzostwach Europy w 1975 w Katowicach (startowały tylko trzy sztafety).